# Douglas Kimbell
Douglas „Doug“ Burns Kimbell (* 22. Juni 1960 in Long Beach, Kalifornien) ist ein ehemaliger Wasserballspieler aus den Vereinigten Staaten. Er gewann eine olympische Silbermedaille sowie je einmal Gold und Silber bei Panamerikanischen Spielen.

## Karriere
Douglas Kimbell spielte Wasserball an der Villa Park High School und an der California State University, Long Beach. Nach seiner Graduierung war Kimbell beim Industry Hills Water Polo Club, mit dem er 1981, 1982 und 1984 den Meistertitel der Vereinigten Staaten gewann.
Von 1980 bis 1995 spielte der 2,05 Meter große Kimbell in der Nationalmannschaft der Vereinigten Staaten. Bei den Olympischen Spielen 1988 in Seoul erreichte die Mannschaft aus den Vereinigten Staaten trotz eines 7:6-Sieges über Jugoslawien in der Auftaktpartie der Vorrunde das Halbfinale nur als Gruppenzweite hinter den Jugoslawen. Nach einem 8:7 im Halbfinale gegen die Mannschaft aus der Sowjetunion verloren die Amerikaner das Finale mit 7:9 gegen die Jugoslawen. Kimbell warf im Turnier zwei Tore, davon eines im Halbfinale.
Anfang 1991 bei der Weltmeisterschaft in Perth erreichte das US-Team ebenfalls das Halbfinale, nach Niederlagen gegen Jugoslawien und gegen Ungarn belegte die Mannschaft den vierten Platz. Bei den Panamerikanischen Spielen 1991 in Havanna verlor das US-Team im Finale gegen Kuba. Im Jahr darauf bei den Olympischen Spielen 1992 in Barcelona belegte das US-Team in der Vorrunde den zweiten Platz hinter dem Vereinten Team aus der GUS. Nach einer 4:6-Niederlage gegen Spanien im Halbfinale traten das US-Team und das Vereinte Team im Spiel um den dritten Platz wieder gegeneinander an und die Mannschaft aus den Vereinigten Staaten verlor mit 4:8. Kimbell erzielte insgesamt fünf Treffer, davon zwei im Spiel um den dritten Platz.
1994 bei der Weltmeisterschaft in Rom belegte das US-Team den sechsten Platz. Kimbell warf im Turnierverlauf ein Tor. Im Jahr darauf siegten die Mannschaft bei den Panamerikanischen Spielen in Mar del Plata mit einem 16:5 im Finale gegen Brasilien.
Kimbell arbeitete später als Spezialist für Schadensabwicklung in Los Angeles und Umgebung.